# Rdest barwierski
Rdest barwierski (Persicaria tinctoria (Aiton) Spach.) – gatunek roślin jednorocznych z rodziny rdestowatych. Pochodzi z Chin i Indii. W niektórych ujęciach taksonomicznych zaliczany był do rodzaju rdest (Polygonum) i stąd jego nazwa polska i łacińska. Według nowszych ujęć taksonomicznych zaliczany jest do rodzaju Persicaria.

## Morfologia
ŁodygaDorastająca do 80 cm, wyprostowana, zwykle czerwona.
LiściePochwiaste lub jajowate, tępe, u nasady zwężone, brzegiem orzęsione, przezroczystopunktowane, niebieskawozielone. Osadzone na ogonkach.
KwiatyCzerwone, zebrane w krótkich i gęstych kłosach formujących luźną szczytową wiechę oraz w 3–5 kwiatowe zbite, jajowate pęczki w kątach liści.
OwoceBłyszczący orzeszek.

## Zastosowanie
- Dawniej dostarczał surowca do otrzymywania barwnika – indyga.

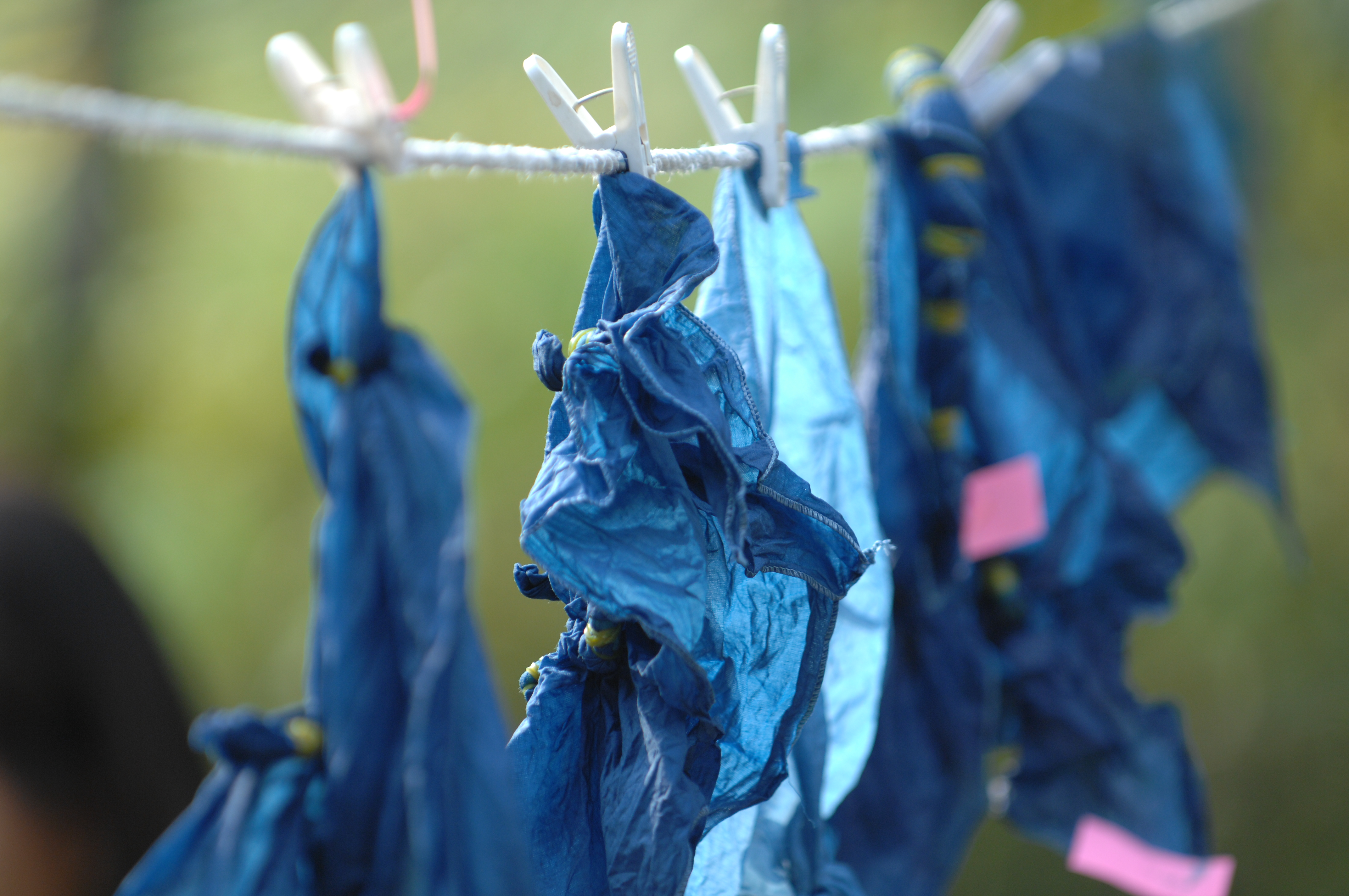
Tradycyjne koreańskie farbowanie